# Danielle Letourneau
Pour les articles homonymes, voir Létourneau.
Danielle Letourneau, née le 3 mai 1993 à Calgary, connue sous son nom de mariage Danielle Ray,est une joueuse professionnelle de squash représentant le Canada. Elle atteint le 18e rang mondial en décembre 2021, son meilleur classement. Elle est championne du Canada en 2018 et en 2021.

## Biographie
Elle commence à jouer à l'âge de six ans dans une famille joue au squash avec un frère David plus âgé qui est également professionnel atteignant la 103e place en mai 2013,. À partir de l'été 2020, elle se base en Égypte avec un nouvel entraîneur Karim Ali Fathi pour progresser au classement. Elle rentre dans le top 20 en septembre 2021 après avoir atteint le 3e tour du British Open.

## Palmarès

### Titres
- Championnats du Canada : 2 titres (2018, 2021)